# Llista de personatges de Mortadel·lo i Filemó
Els personatges recurrents de la sèrie Mortadel·lo i Filemó són els seus dos protagonistes, Mortadel·lo i Filemó Pi, que són els que li donen nom, i altres membres de la T.I.A. (Tècnics d'Investigació Aeroterràquia), com El Súper, el seu cap; la secretària d'aquest, de nom Ofèlia i el científic de l'organització, el Professor Bacteri. Poden destacar-se, de tota manera, una altra sèrie de personatges amb molta menys tradició, incloent la peculiar galeria de dolents. És habitual donar noms graciosos, molts amb acabament en "-ez" (Brútez, Bestiájez, Hormigónez, etc.) a personatges secundaris.

## Altres membres de laT.I.A.
- Director General de la TIA: Aquest personatge és el cap superior de la T.I.A., però està poc assentat, perquè només apareix de vegades i amb molts aspectes diferents. La seua forma més comuna és la d'un home gruixut amb vestit marró, ulleres i bigoti blanc. En històries més antigues el Director General era una altra persona, semblança físicament però sense bigoti i una mica més gruixut. En qualsevol cas, sempre fa acte de presència per rebre alguna trastada i renyar al Super.

- Senyoreta Irma Altra secretària de la T.I.A. que apareix per primera vegada a l'àlbum ¡Terroristas! (1987), i que continuarà apareixent en alguns àlbums d'aquesta època, però que va desaparèixer una vegada que Ibáñez va reprendre per complet la seva obra a primers dels 90. És molt maca, i tant Mortadel·lo com Filemó se senten atrets per ella, la qual cosa provoca situacions de tensió amb Ofèlia.

- Els esbirros del Súper. Sempre amb aspecte intimidant i noms rimbombants com Bestiájez (molt utilitzat, gairebé se li podria considerar un personatge més). Aquest és un agent de considerable mida i força, sovint enviat pel "Súper" a buscar a Mortadel·lo i Filemó a la seva casa perquè ell se'ls acompanyi al Quarter General quan fugen de la perillositat de les missions encomanades o per provar un invent del Bacteri.

- Agent Migájez Aparegut únicament en El ascenso. Un agent menut que, amb tota la seua bona voluntat, eixia a la cacera de malfactors per guanyar punts. Per a mala sort de Mortadel·lo i Filemó, mentre ells es barallaven, aquest es trobava al lloc adequat en el moment oportú i guanyava els punts a costa dels dos agents.

## Personatges famosos
És molt habitual la presència de personatges famosos, que poden aparèixer amb el seu nom real o amb el nom alterat fent un joc de paraules amb el real.
Un cas molt particular és el del Príncep Carles d'Anglaterra. En El pinchazo telefónico, Mortadel·lo s'introdueix disfressat de cambrera a l'habitació on s'allotja el Príncep. La seva missió és investigar si el telèfon està punxat. Amb la seua bestiesa habitual, Mortadel·lo provoca la indignació de Carles d'Anglaterra, obligant-lo a abandonar l'habitació. Posteriorment, Mortadel·lo es disfressa de botons perquè el Príncep no el reconega. De nou, l'enfada i ha de fugir. En ambdues escenes, Mortadel·lo no para de fer comentaris jocosos sobre les orelles del Príncep de Gal·les.
Aquesta situació es repetirà. Així, en El tirano, Mortadel·lo, en un Hospital de Londres, clava una xeringa amb metzina al nas del Príncep, creient que es tracta de l'enemic a qui ha d'eliminar. El Príncep el reconeix, i Mortadel·lo se'n va corrent. En Bye Bye, Hong Kong!, Mortadel·lo tracta de protegir el Príncep Carles, a l'habitació del seu hotel. Es disfressa d'au; i les seues contínues bestieses fan que l'hereu anglès s'indigne, provocant de passada malentesos i baralles d'aquest amb el Ministre d'Exteriors xinès.
Una altra topada dels dos agents amb el Príncep de Gal·les té lloc a la mateixa Anglaterra, en l'aventura Las vacas chifladas.

## Galeria de dolents

### Dolents i roïns clàssics
En la majoria d'ocasions, i en especial, a les historietes clàssiques, els «dolents» tenen noms còmics, com en els següents exemples:
- «Billy El Horrendo».
- «Bruteztrausen» (el dolent del Sulfat Atòmic).
- «El espeluznante Doctor Bíchez».
- «Profesor Catástrofez» i el seu ajudant «Becerrosky».
- «Chapeau el Esmirriau».
- «Mac l'Antropoide».
- «Magí el Mag».
- «El Rana».
- «Profesor Von Nassem».
- "El señor Todoquisque"

### Enemics no humans
En alguns casos, l'enemic no és un humà, sinó que es tracta d'extraterrestres: així, tenim la pléyade d'enemics de fora de la Terra que apareixen en Els invasors, o el que llança els virus en Expediente J (si bé no arriba a enfrontar-se amb Mortadel·lo i Filemó). Un altre enemic no humà és el Bacilón, un monstre sorgit de bacteris i organismes produïts per la contaminació de la ciutat.

### Bandes enemigues
El grup arxienemic de la T.I.A. és la A.B.U.E.L.A., una que agrupa una sèrie d'agents especialistes en robatoris, segrests... i tota classe d'activitats delictives. TIA i ABUELA lluiten i mantenen un enfrontament en nombrosos còmics per acabar l'una amb l'altra, obtenir determinat material, etcètera. A vegades són bandes de bastant de gent com «El Gang del Chicharrón», «la banda de Lucrecio Borgio» i «la banda de los Guiris», o apareixen sols com "els vàndals".
De vegades actuen emmascarats com personatges de ficció. És el cas de la banda de Macario Cabezón, "El cervell", en El elixir de la vida, o la Banda del "Mussol" en 100 años de cómic.
En altres historietes són bandes terroristes, com Els bombers. La presència de bandes de terroristes islamistes és freqüent: terroristes!, Atlanta 96 o Atenes 2004. També hi ha bandes terroristes fictícies, com la PEPA (Mundial 82) o la TETA (Barcelona 92.)

### Dolents basats en personatges reals
En alguns àlbums, especialment en alguns de recents, han aparegut rivals que són polítics reals, en general, dictadors o dirigents poc legítims. És el cas de:
- Antofagasto Panocho (paròdia d'Augusto Pinochet) en El tirano i El estrellato! i torna a aparèixer a ¡Venganza Cincuentona!, un especial del 50 aniversari.
- Memón (Carlos Menem) en Mundial 2002.
- Doctor Castrus (Fidel Castro), en ¡Bye bye, Hong Kong! i El ordenador... ¡Qué horror!.
- Radovan Karadzic en La prensa cardiovascular.
- Mobutu Sese Seko en Los Verdes.
- Luis Rulfian (Luis Roldán) en Corrupción a mogollón.

El mateix Francisco Ibáñez és el dolent en El pinchazo telefónico.
Un altre dolent basat en un personatge real que no és polític és "El Pioni", paròdia de Dionisio Rodríguez Martín el Dioni, que apareix en Sydney 2000.